# 格罗杰科沃村委员会
格罗杰科沃村委员会（俄语：Гродековский сельсовет）是俄罗斯联邦阿穆尔州布拉戈维申斯克区所属的一个村委员会。其下辖有3个居民点，行政中心为格罗杰科沃自然村。据2016年统计，该村委员会的人口为914人。
境内最南端的格罗杰科沃自然村不远处即为“格罗杰科沃遗址”，即江东六十四屯之瑷珲旧城之所在地。